# Rémi Massé
Rémi Massé est un fonctionnaire, administrateur scolaire et homme politique canadien. Il a été de 2015 à 2019 libéral de la circonscription d'Avignon—La Mitis—Matane—Matapédia à la Chambre des communes du Canada.

## Biographie
Rémi Massé est diplômé en études françaises et a étudié en linguistique à l’Université de Sherbrooke. Il a été professeur à l’Université de la Saskatchewan, puis directeur adjoint du programme d’immersion française de cette université. Il a été cadre supérieur dans la fonction publique fédérale à Ottawa et à Matane, notamment à Agriculture et Agroalimentaire Canada, Santé Canada et Justice Canada. De 2009 à 2014, il a été directeur général de Travaux publics et Services gouvernementaux Canada à Matane. Il est ensuite devenu en 2014 directeur général du Cégep de Matane avant d'entrer en politique.   

### Carrière politique
Lors des élections fédérales d'octobre 2015, Rémi Massé est élu dans Avignon—La Mitis—Matane—Matapédia avec 40 % des voix. En janvier 2019 il est nommé secrétaire parlementaire du ministre de l'Innovation, des Sciences et du Développement économique, Navdeep Bains, jusqu'à la dissolution de la Chambre en septembre de la même année. Aux élections générales d'octobre, il est défait par la candidate bloquiste Kristina Michaud. Il se représente aux élections fédérales canadiennes de 2025 pour le Parti libéral du Canada dans Côte-du-Sud—Rivière-du-Loup—Kataskomiq—Témiscouata.